# Cromatografie pe coloană

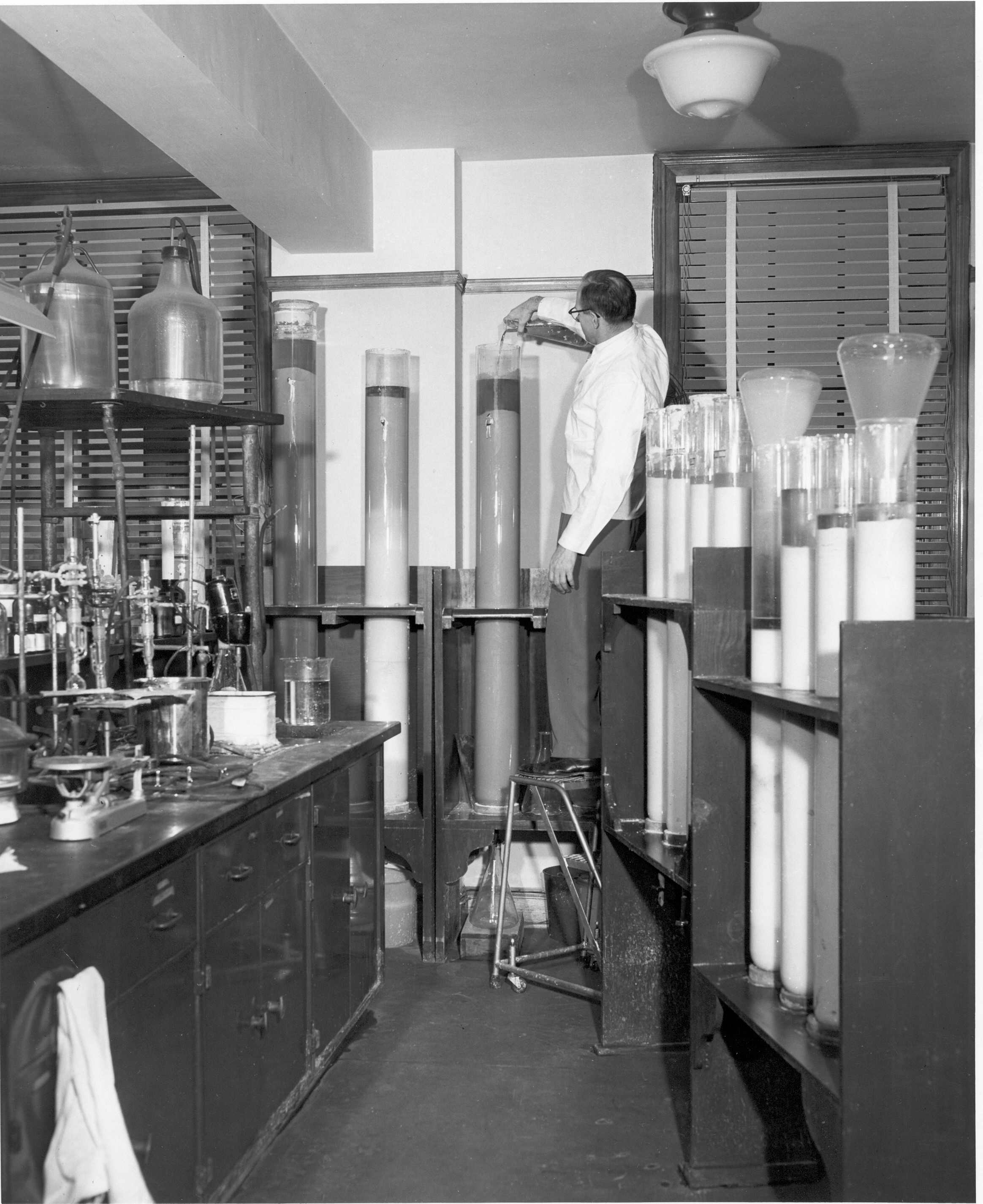
Un chimist din anii 1950 utilizând cromatografia pe coloană.

Cromatografia pe coloană o metodă cromatografică utilizată pentru a izola un singur compus chimic dintr-un amestec. Cromatografia este capabilă să separe substanțele pe baza adsorbției diferențiale a compușilor pe un substrat adsorbant; compușii se deplasează prin coloană cu viteze diferite, permițând astfel separarea lor în fracțiuni. Tehnica este aplicabilă pe scară largă, deoarece pot fi utilizați mulți adsorbanți diferiți (cu fază normală, cu fază inversă sau de altă natură) cu o gamă largă de solvenți. Principalul avantaj al cromatografiei pe coloană este costul relativ scăzut și disponibilitatea fazei staționare utilizate în acest proces. Aceasta din urmă previne contaminarea încrucișată și degradarea fazei staționare din cauza reciclării. Cromatografia pe coloană se poate realiza folosind gravitația pentru a deplasa solventul sau folosind gaz comprimat pentru a împinge solventul prin coloană.

## Etape

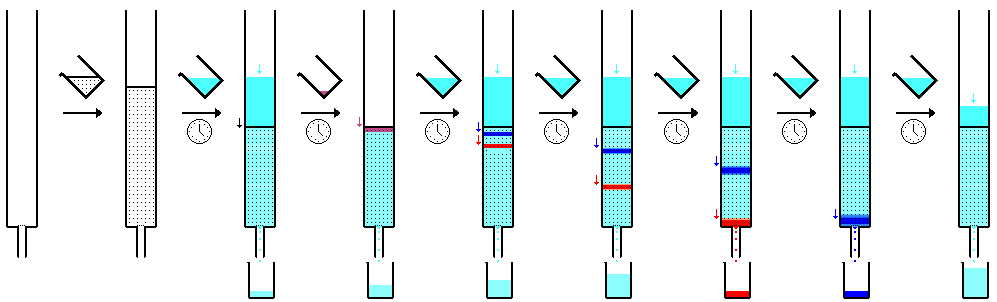
Etapele eluției pe coloană